# Tricellaria sympodia
Tricellaria sympodia är en mossdjursart som först beskrevs av Yanagi och Okada 1918.  Tricellaria sympodia ingår i släktet Tricellaria och familjen Candidae. Utöver nominatformen finns också underarten T. s. sagamiensis.